# Sause
Le sause est une langue papoue parlée en Indonésie, dans la province de Papouasie.

## Classification
Le sause a fait l'objet de propositions de classification variées. Voorhoeve (1975) le classe dans une famille rassemblant le kapori et les langues kaure. Depuis, il a été classé avec les langues lakes plain, puis avec les langues tor-orya.Hammarström rejette cette proposition reposant sur des correspondances peu convaincantes. Il considère le sause comme étant une langue isolée.

## Sources
- (en) Harald Hammarström, 2010, The status of the least documented language families in the world, Language Documentation & Conservation 4, pp. 177-212, University of Hawai’i Press.